# Hebius sanguineum
Hebius sanguineum är en ormart som beskrevs av Smedley 1931. Hebius sanguineum ingår i släktet Hebius och familjen snokar. Inga underarter finns listade i Catalogue of Life.
Arten förekommer i bergstrakten Titiwangsa i Malaysia på Malackahalvön. Exemplar hittades vid 1450 meter över havet. Denna orm lever i växtligheten nära vattendrag. Honor lägger ägg.
Området längre bort från vattendragen omvandlas till jordbruksmark. Uppskattningsvis blir den tätare växtligheten vid vattendragen kvar. IUCN kategoriserar arten globalt som livskraftig.